# Виборчий округ 223
Виборчий округ 223 — виборчий округ в місті Києві. В сучасному вигляді був утворений 28 квітня 2012 постановою ЦВК №82 (до цього моменту існувала інша система виборчих округів). Окружна виборча комісія цього округу розташовується в адміністративній будівлі за адресою м. Київ, вул. Щербаківського, 49.
До складу округу входить частина Шевченківського району (окрім території на південний схід від вулиці Старовокзальної і бульвару Шевченка та території на схід від вулиць Івана Франка, Рейтарської і Володимирської). Виборчий округ 223 межує з округом 220 на півночі і на північному сході, з округом 221 на південному сході, з округом 222 на півдні, з округом 219 на південному заході та з округом 218 на заході. Виборчий округ №223 складається з виборчих дільниць під номерами 800965, 800968-800974 та 800976-801066.
Оскільки в межах цього округу знаходиться адреса Національного антарктичного наукового центру, при якому утворена спеціальна виборча дільниця №801052, то саме до цього округу зараховуються голоси громадян, які голосують на полярній станції України «Академік Вернадський».

## Народні депутати від округу
| Ім'я                          | Фото | Партія         | Скликання | Дата набуття повноважень | Дата припинення повноважень |
| ----------------------------- | ---- | -------------- | --------- | ------------------------ | --------------------------- |
| Пилипишин Віктор Петрович     |      | Народна партія | 7-ме      | 15 січня 2014            | 27 листопада 2014           |
| Левченко Юрій Володимирович   |      | Свобода        | 8-ме      | 27 листопада 2014        | 29 серпня 2019              |
| Буймістер Людмила Анатоліївна |      | Слуга народу   | 9-те      | 29 серпня 2019           |                             |

## Результати виборів

### Парламентські

#### 2019
Кандидати-мажоритарники:
- Буймістер Людмила Анатоліївна (Слуга народу)
- Левченко Юрій Володимирович (Свобода)
- Пташник Вікторія Юріївна (Голос)
- Звягін Іван Юрійович (Європейська Солідарність)
- Омельченко Олександр Олександрович (Єдність)
- Турчик Ігор Михайлович (Опозиційний блок)
- Гоцький Микола Миколайович (Батьківщина)
- Желябовська Яна Олегівна (УДАР)
- Рафальська Інна Владиславівна (самовисування)
- Бєлов Ігор Ігорович (Радикальна партія)
- Аніськович Павло Юрійович (Громадянська позиція)
- Подщипков Андрій Юрійович (самовисування)
- Зубицький Ігор Данилович (самовисування)
- Носенко Сергій Михайлович (самовисування)
- Гончарова Тетяна Іванівна (самовисування)
- Ситюк Владислав Вадимович (самовисування)
- Григоренко Олександр Іванович (самовисування)
- Гладчук Вадим Федорович (самовисування)
- Майман Михайло Веніамінович (самовисування)

#### 2014
Кандидати-мажоритарники:
- Левченко Юрій Володимирович (1984 р.н.) (Свобода)
- Пилипишин Віктор Петрович (самовисування)
- Огризко Володимир Станіславович (Ми Українці)
- Ольшанський Олександр Якович (самовисування)
- Аніськович Павло Юрійович (самовисування)
- Яковлєва Марія Володимирівна (самовисування)
- Моляр Ігор Валерійович (Радикальна партія)
- Вейдер Дарт Володимирович (Інтернет партія України)
- Орлів Мар'яна Степанівна (Солідарність жінок України)
- Пліцин Ігор Ігорович (Комуністична партія України)
- Левченко Андрій Ілларіонович (самовисування)
- Павліченко Дмитро Олександрович (самовисування)
- Кучер Андрій В'ячеславович (Сильна Україна)
- Левченко Юрій Володимирович (1983 р.н.) (самовисування)
- Шидлюх Віктор Володимирович (самовисування)
- Гладчук Вадим Федорович (самовисування)
- Літус Олександр Іванович (самовисування)
- Шмигін Ігор Юрійович (самовисування)
- Нечепорук Денис Іванович (Контроль. Порядок. Справедливість)
- Сідіропуло Катерина Миколаївна (самовисування)
- Дяченко Інна Василівна (самовисування)
- Захаренко Костянтин Володимирович (самовисування)
- Видренко Віктор Миколайович (самовисування)
- Кушнір Ганна Леонідівна (самовисування)
- Гирик Максим Анатолійович (самовисування)
- Бабишен Олександр Сергійович (самовисування)
- Сусленський Петро Олександрович (самовисування)
- Ніколенко Алла Михайлівна (Сіріус)
- Дячук Юрій Іванович (Ліберальна партія України)
- Омельяненко Артем Анатолійович (самовисування)

#### 2012
Кандидати-мажоритарники, які набрали більше 0.2% голосів (всього було 70 кандидатів):
- Пилипишин Віктор Петрович (самовисування)
- Левченко Юрій Володимирович (Свобода)
- Монтян Тетяна Миколаївна (самовисування)
- Бузина Олесь Олексійович (Руський блок)
- Левченко Андрій Ілларіонович (самовисування)
- Шаповал Ігор Володимирович (Комуністична партія України)
- Левченко Владислав Володимирович (самовисування)
- Шилова Вікторія Віталіївна (Радикальна партія)
- Артемчук Анатолій Володимирович (самовисування)
- Калашніков Олег Іванович (самовисування)
- Масалітіна Ольга Юріївна (самовисування)
- Кущ Олексій Іванович (самовисування)

## Явка
Явка виборців на окрузі: